# 웨딩 플래너 (영화)
《웨딩 플래너》(영어: The Wedding Planner)는 미국에서 제작된 애덤 섕크먼 감독의 2001년 로맨틱 코미디 영화이다. 제니퍼 로페즈, 매슈 매코너헤이 등이 출연하였고, 피터 에이브럼스 등이 제작에 참여하였다.

## 출연
- 제니퍼 로페즈
- 매슈 매코너헤이
- 브리짓 윌슨
- 저스틴 체임버스
- 주디 그리어
- 앨릭스 로코
- 조애나 글리슨
- 프레드 윌러드
- 프랜시스 베이
- 케빈 폴랙
- 캐시 너지미

## 기타 제작진
- 공동 제작: 마크 모건, 캐리 모로
- 협력 제작: 앤 플레처
- 배역: 메리 게일 아츠, 바버라 코언
- 미술: 밥 젬비키
- 의상: 패멀라 위더스
- 시각 효과 부문: 대니 김